# Storgatan (Umeå)
63°49′45.63″N 20°14′10.97″Ø / 63.8293417°N 20.2363806°Ø
Storgatan er med sine ca. 4 kilometer, en af Umeå bys længste gader. Storgatan forbinder de centrale områder på den nordlige bred af Ume älven. Gaden løber fra den gamle bygrænse ved Tvärån i vest til Umeå östra station ved Norrlands universitetshospital i øst. Ved Tvärån forlænges Storgatan af Backenvägen som igen sammenkæder de vestlige bydele Grubbe, Grisbacka og Backen. Langs med Storgatan ligger et flertal af Umeå kommuns byggnadsminnen samt fem af byens større parker. I 2006 blev Storgatan trafikeret af i gennemsnit 8 900 køretøjer pr. døgn.

## Historie
Da Umeå blev grundlagt ved Ume älv i 1622 blev byen udlagt efter et gittermønster, med to langsgående langgader parallelt med älven, og fem vinkelrette gyder som som løb hele vejen ned til älven. Den sydlige langgade (den nuværende Storgatan) fortsatte udenfor vestre og østre byport som Kustlandsvägen, der i løbet af 1600'tallet blev udbygget til landevej. Kustlandsvägens lokale strækning gik fra Röbäck, til færgelejet over Ume älven ved Backenkyrkan, gennem Umeå og siden rundt om Nydalasjöns sydspids og videre mod Innertavle.
I 1780 brolagdes Storgatan og i 1782 fik Storgatan gadenumre, da det blev besluttet at alle Umeås huse och gårde skulle nummereres. Nummeret skulle males på et bræt som skulle sømmes op over døren.
I 1864 fastlagdes en ny lokalplan for Umeå som var påvirket af Nikolaistad (det nuværende Vasa) der var blevet genopbygget efter en brand i 1852. Gennem den nye lokalplan blev planområdet udvidet således at Storgatan blev forlænget til Brogatan i vest og til den nuværende Häradshövdingegatan i øst. Vejbredden på blandt andet Storgatan blev også øget fra ca. 4-5 meter til ca. 18 meter (60 fod). Den udvidede gade blev også delt i kørebane, fortov og rabatter. De ca. 3 meter (10 fod) brede rabatter skulle beplantes med blomster og buske på husejernes bekostning. Husejerne fik også hegnspligt, hvilket indebar at en grund ud mod gaden skulle indhegnes med plankeværk eller et (maksimalt 1,8 m) højt stakit, opført i en smagfuld stil. Af omkostningshensyn kom disse regler ikke til at gælde for allerede bebyggede områder.
I bygningsreglementet for Umeå fra 1866 blev det fastlagt at der ved fortovenes kant skulle plantes "dertil velegnede løvtræer" med jævne mellemrum og Umeå fik dermed sine første gadebirke. Disse plantedes langs den vestlige del af Storgatan. Dog blev der ikke plantet birketræer i større skala før efter stadsbranden 1888, og i 1892 besluttede man at birketræer var de mest hensigtsmæssige løvtræer at plante ved fortovene.
Omdannelsen af centrum i 1950'erne - 1960'erne påvirkede også bebyggelsen ved Storgatan. Få træhuse forblev og i stedet byggedes blandt andet Domusvaruhuset i 1963 (det nuværende MVG-galleri) langs med Storgatan i fire etager.
I 2002 blev Storgatan i centrum (strækningen Renmarkstorget – Västra Rådhusgatan) gendannet til et mere oprindeligt udseende. Gaden fik en 6,5 m bred kørebane og et 5 meter bredt fortov med birketræer på begge sider af kørebanen. Mellem birketræerne etableredes der parkering på langs.

## Byggnadsminnen langs med Storgatan
Langs med Storgatan ligger blandt andet følgende byggnadsminnen: Gamla lasarettet, Bagare Thillmans gård, Gamla slöjdskolan, Löjtnant Grahns gård, Hofretten for Övre Norrland, Färgare Höglanders gård, von Ahnska magasinet, Gamla bankhuset ("smörasken"), Sparbankshuset, Umeå rådhus, Handelsbanken, Riksbankshuset, Moritzska gården, Scharinska villan, Ringstrandska villan, Länsresidenset og Umeå gamle fængsel.

### Fodnoter
1. ↑  Nulägesbeskrivning, side 62
2. ↑  Eriksson, side 16
3. ↑  Lassila, side 3
4. ↑  Lassila, side 80
5. ↑  Steckzen, side 277
6. ↑  Eriksson, siderne 67-69 og 74
7. ↑  Eriksson, side 73
8. ↑  Eriksson, siderne 68-69
9. ↑  Forsberg, side 10 og 12
10. ↑  Eriksson, side 164
11. ↑  Forsberg, side 15 og 78
12. ↑  Nulägesbeskrivning, side 19

### Trykte kilder
- Steckzén, Birger (1981) [1922]. Umeå stads historia 1588-1888. Norrländska skrifter, 0349-3202 ; 6 (Facs. udgave). Umeå: Två förläggare. ISBN 91-85920-05-3 (inb.). {{cite book}}: Tjek |isbn=: invalid character (hjælp)Libris 7753338
- Olofsson, Sven Ingemar; Eriksson Karin (1972). Umeå stads historia 1888-1972. Umeå: Umeå kommunfullmäktige.Libris 88277
- Lassila, Mauno (1972). Vägarna inom Västerbottens län: kommunikationernas utveckling mot bakgrund av befolkning och näringsliv. Umeå: Umeå Universitet.Libris 8203952
- Eriksson, Karin (1975). Studier i Umeå stads byggnadshistoria: från 1621 till omkring 1895 (PDF). Umeå studies in the humanities, 0345-0155 ; 3. Umeå: Umeå universitetsbibliotek. ISBN 91-7174-000-7. Hentet 2011-05-18.Libris 7615280
- Forsberg, Patrik, red. (2001). Arkitekturguide Umeå (PDF). Umeå: Stadsbyggnadskontoret, Umeå kommun. ISBN 91-631-0919-0. Arkiveret fra originalen (PDF) 26. januar 2013. Hentet 2011-05-18.Libris 7455543
- "Nulägesbeskrivning för trafiken i centrala Umeå - Slutrapport april 2006" (PDF). Umeå Kommun. april 2006. Hentet 2011-05-18.{{cite web}}:  CS1-vedligeholdelse: url-status (link)